# امیکرون شیر
امیکرون شیر یک ستاره است که در صورت فلکی شیر قرار دارد.